# Castiarina julia
Castiarina julia es una especie de escarabajo del género Castiarina, familia Buprestidae. Fue descrita científicamente por Thomson en 1879.